# Fontiveros
Fontiveros là một đô thị trong tỉnh Ávila, Castile và León, Tây Ban Nha. Diện tích gần 40 km², dân số 948 người năm 2004.